# هدك (كوهباية)
هدك (بالفارسية: هدک) هي قرية تقع في إيران في قسم كوهبایة الريفي. يقدر عدد سكانها بـ 425 نسمة بحسب إحصاء 2016.